# Janet Mikhaiili
Janet Mikhaiili (* 1936; † 2. September 2006 in Eslamshahr, Teheran) war eine iranische Kinderbuchillustratorin.

## Biografie
Mikhaiili begann ihre Tätigkeit 1968 bei dem vom iranischen Erziehungsministerium herausgegebenen Kindermagazin "Roshd", bei dem sie bis zu ihrem Ruhestand 1995 als Illustratorin und Designerin tätig war. Des Weiteren illustrierte sie Lesebücher für Grundschulen und Karten für die iranischen Neujahrsfeiern.
Als Kinderbuchillustratorin bebilderte sie mehr als zehn Kinderbücher wie:
- "Three Steps Far from Mother"
- "Hundred Pieces of Ruby"
- "More Beautiful than Spring"
- "An Instrument Is Heard"
- "Celebration of Buds".

Als eine von vier Iranern war sie 2007 für den Astrid-Lindgren-Gedächtnis-Preis nominiert. Dieser Preis konnte ihr aber auch posthum nicht verliehen werden, da der Preis nur an lebende Personen verliehen werden darf.